# Schleswig-Holsteinische Marine

Die Kriegsflagge der Reichsflotte wurde auch von den schleswig-holsteinischen Schiffen geführt.

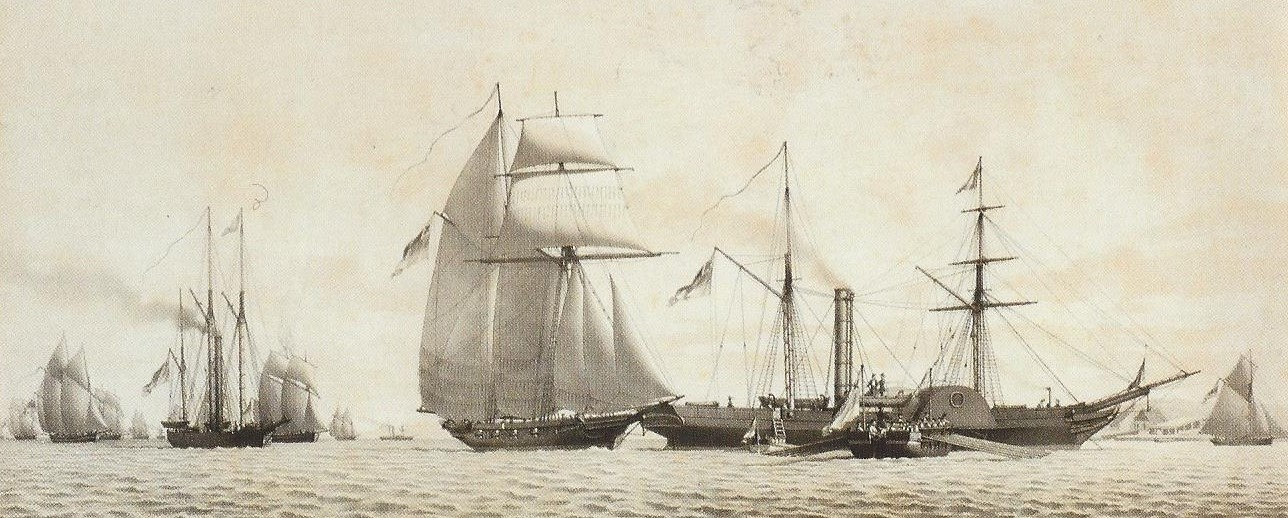
Von der Tann, Elbe und Bonin im Kieler Hafen

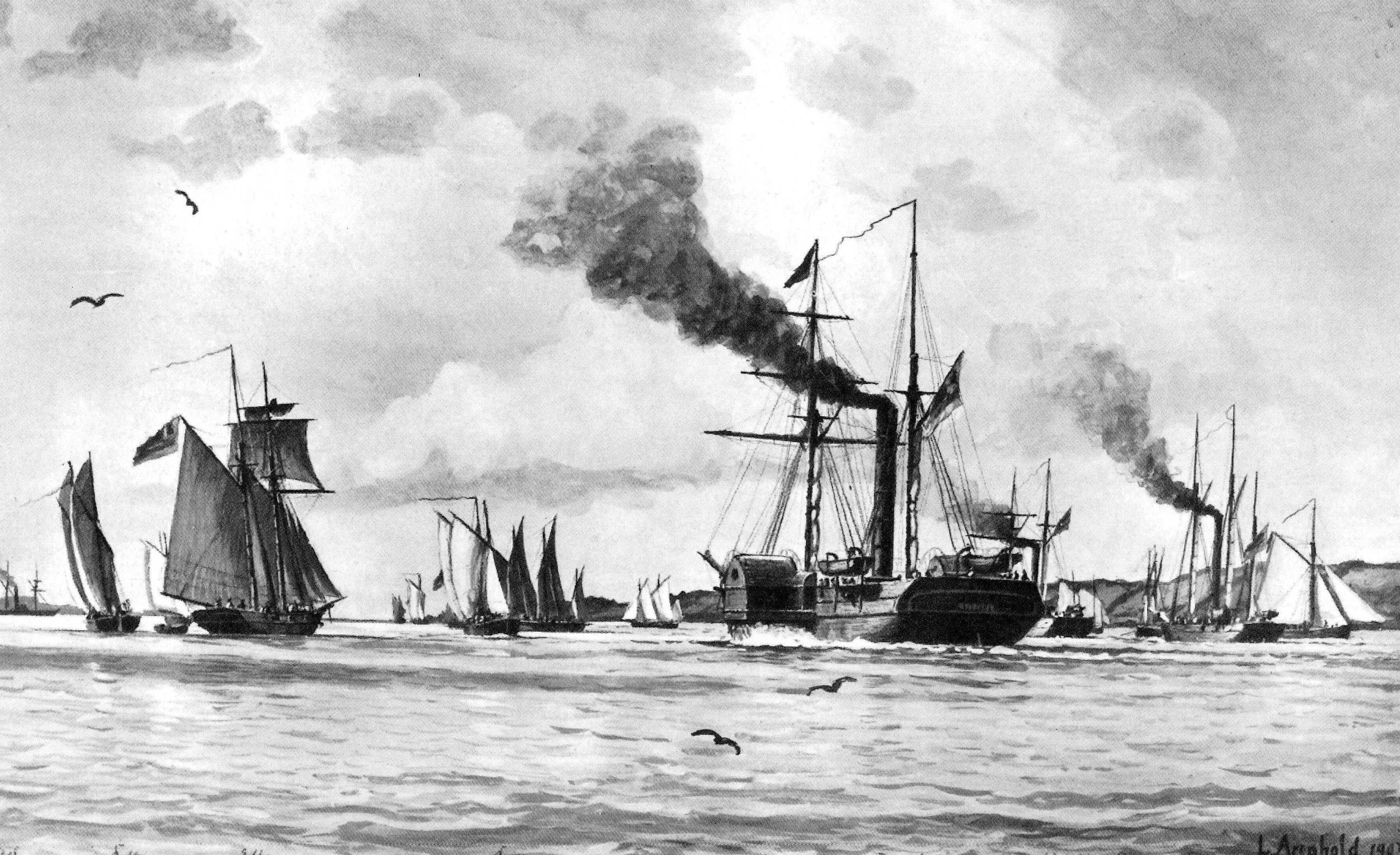
Die Schleswig-Holsteinische Flottille um 1850. Gemälde von Lüder Arenhold um 1905. In der Mitte der Raddampfer Bonin, links davon der Kriegsschoner Elbe, rechts von der Bonin das Kanonenboot Von der Tann

Als Schleswig-Holsteinische Marine bezeichnet man die Gesamtheit der Seestreitkräfte der Herzogtümer Schleswig und Holstein während des Schleswig-Holsteinischen Erhebung von 1848 bis 1851. Unter der ebenfalls gebräuchlichen Bezeichnung schleswig-holsteinische Flottille versteht man die Zusammenfassung aller Schiffe dieser Marine.

## Entscheidung zum Aufbau einer Flotte

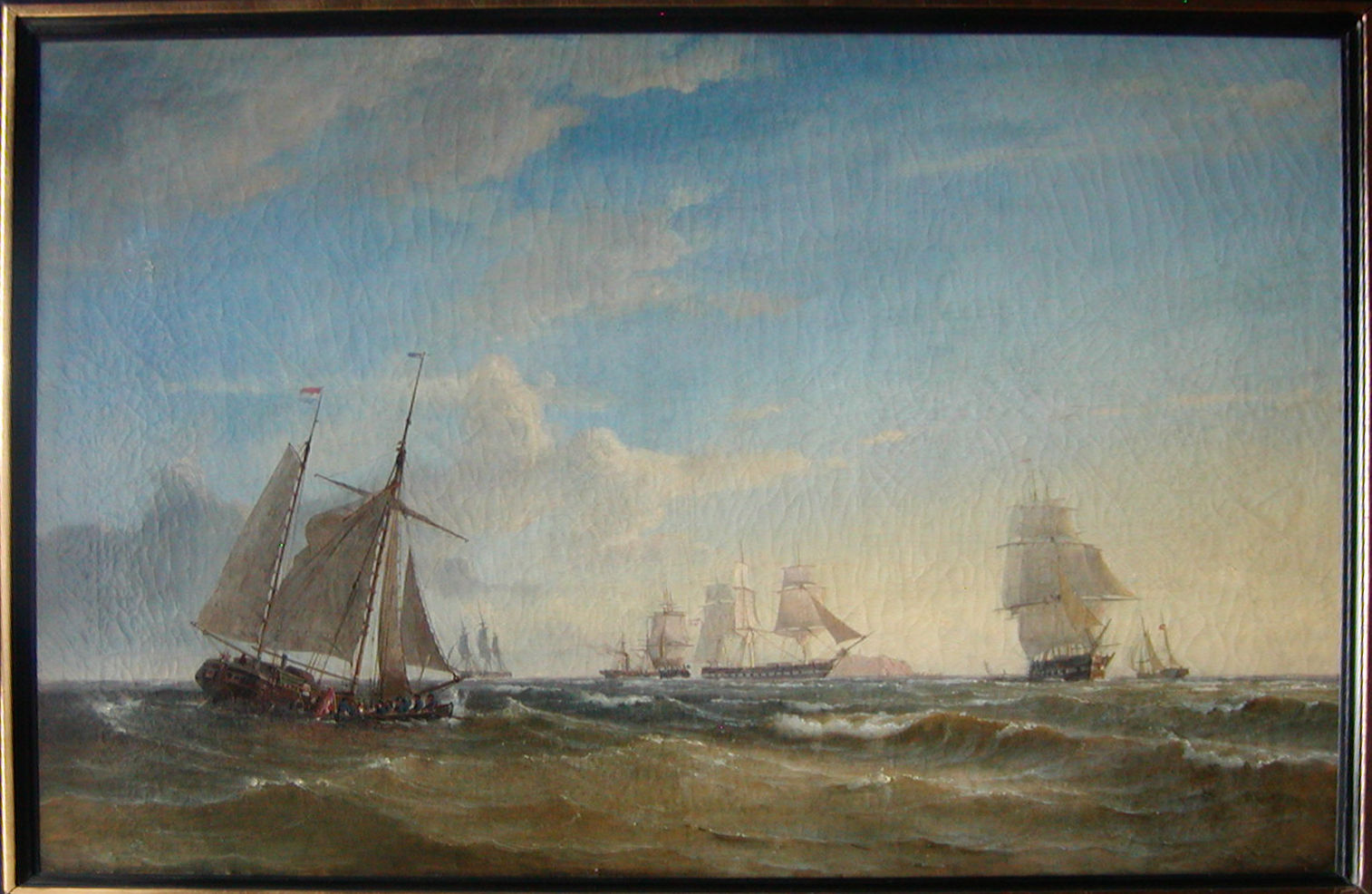
Dänisches Blockadegeschwader vor der Elbmündung 1849

Als sich die Schleswig-Holsteiner 1848 gegen Dänemark erhoben, stellten sie die schleswig-holsteinische Armee auf; eigene Seestreitkräfte waren umstritten. Der Kriegsminister der Provisorischen Regierung, Prinz von Noer, war für den Verbleib der relativ autonomen Herzogtümer im dänischen Staatsverband, und Seestreitkräfte sah er als Aufgabe des Gesamtstaats. Da „schleswig-holsteinische“ Schiffe nach Ende des Konflikts in jedem Falle an die dänische Marine abzugeben gewesen wären, wollte er keinen unnötigen Aufwand betreiben.
Bereits in den ersten Tagen des Krieges hatte sich das Fehlen deutscher Seestreitkräfte bemerkbar gemacht. Innerhalb weniger Tage kam der deutsche See- und Küstenhandel zum Erliegen. Die erst am 18. Mai 1848 in der Frankfurter Paulskirche zusammengetretene Nationalversammlung beschloss schon am 14. Juni desselben Jahres in einer ihrer ersten Entscheidungen, eine deutsche Reichsflotte aufzustellen.
Die schleswig-holsteinischen Behörden ließen im Sommer 1848 lediglich mit dem Bau einiger Kanonenboote beginnen. Erst nach dem Waffenstillstand von Malmö am 26. August 1848 wurde der planmäßige Aufbau der Seestreitkräfte eingeleitet. Nach Artikel III § 19 der Paulskirchenverfassung waren diese in die Reichsflotte einzugliedern. Das geschah formell am 26. April 1849. Die Schiffe der schleswig-holsteinischen Flottille führten deshalb die Flagge der Reichsflotte, während die schleswig-holsteinischen Handelsschiffe eine rote Flagge mit dem schleswigschen Löwen und dem holsteinischen Nesselblatt führten. Die faktische Unterstellung wurde jedoch nie vollzogen.

## Die Schleswig-Holsteinische Marine im Krieg

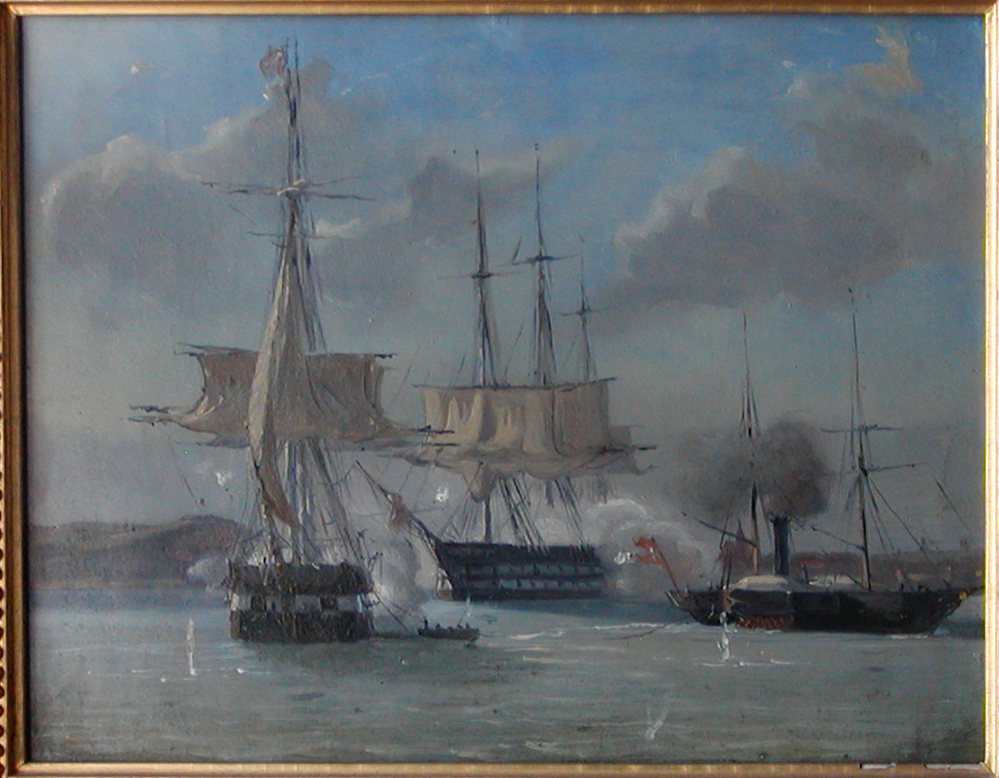
Gefecht bei Eckernförde mit dem Linienschiff Christian VIII. (Mitte) und der Fregatte Gefion (links)

An den Auseinandersetzungen des Jahres 1848 war die Schleswig-Holsteinische Marine noch nicht beteiligt. Erst im Frühjahr 1849 standen ihr die ersten brauchbaren Fahrzeuge zur Verfügung. Die größte Niederlage, die die dänische Marine in diesem Krieg erlitt, wurde ihr am 9. April 1849 im Gefecht bei Eckernförde durch Landbatterien zugefügt. Sie verlor das Linienschiff Christian VIII. durch Explosion und die Fregatte Gefion, die sich ergeben musste und in die Reichsflotte übernommen wurde.

### Nordsee 1849

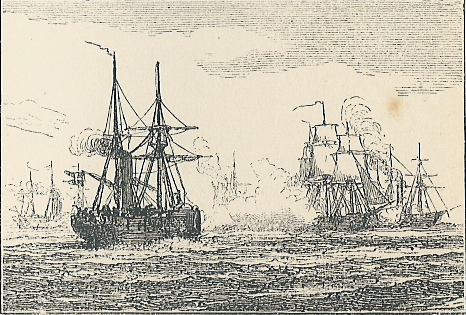
Die dänische Korvette Valkyrien im Kampf mit deutschen Dampfschiffen 1849

Im März 1849 kündigte Dänemark den Waffenstillstand und begann, mit Hilfe seiner Marine die Nordfriesischen Inseln zu besetzen. Als größtes dänisches Kriegsschiff war die in List auf Sylt stationierte Korvette „Valkyrien“ an diesen Operationen beteiligt, die über 24 Kanonen und 200 Mann Besatzung verfügte. Um die Inseln zurückzugewinnen und die dänische Besatzung zu vertreiben, wurde am 19. April 1849 eine Division von vier, später fünf Kanonenbooten von Kiel aus über den Eiderkanal in Richtung Nordsee entsandt. Diese so genannte Westsee-Expedition, benannt nach der damals in Schleswig-Holstein gebräuchlichen Bezeichnung Westsee für die Nordsee, unter der Führung von Leutnant zur See Kjer, erreichte am 25. April die Insel Föhr. Dort kam es zu einer ersten Feindbegegnung, und es wurden einige Schüsse mit der dänischen Besatzung der Insel ausgetauscht. Nach dem Auftauchen der schleswig-holsteinischen Schiffe zogen sich die Dänen trotz Überlegenheit zügig von Sylt und Föhr zurück und räumten am 3. Mai Sylt als letzte der Inseln. Dabei ließen sie einen Teil ihrer Bewaffnung und Ausrüstung zurück. Auch ihre Kriegsschiffe wurden nicht mehr im Seegebiet um Föhr und Sylt eingesetzt, es bleiben jedoch dänische Besatzungen auf Amrum und Fanö.
Im Laufe des Sommers blieb die Westsee-Division weiter aktiv und verhinderte weitere dänische Seeoperationen an der Westküste. Für diese Aufgabe wurden Kanonenboote auf zwei Wachstationen eingeteilt. Zwei Boote lagen bei Föhr, drei beim Lister Tief vor Sylt.

### Ostsee 1849

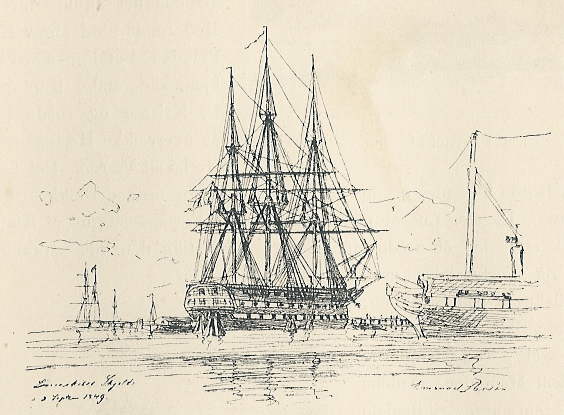
Das dänische Linienschiff Skjold

Die dänische Marine begann nach Ende des Waffenstillstands, die schleswig-holsteinischen Ostseehäfen zu blockieren. Am 9. Mai kam es zu einem ersten Schusswechsel zwischen Schiffen beider Seiten. Am 11. Mai griff ein schleswig-holsteinischer Verband bestehend aus dem Dampfer Bonin mit fünf geschleppten Kanonenbooten das vor Kiel liegende Blockadegeschwader an. Es bestand aus dem Dampfer Hekla, einer Fregatte und einer Kutterbrigg. Das Gefecht verlief ohne größere Schäden auf beiden Seiten. Ähnliche Angriffe wurden in den folgenden Wochen wiederholt. Dabei wurden stets ein oder zwei Dampfschiffe zusammen mit mehreren Kanonenbooten eingesetzt, wobei die Dampfschiffe die geruderten Kanonenboote ins Einsatzgebiet schleppten. In dieser Kombination veranlassten sie auch weitaus größere dänische Segelkriegsschiffe, wie das Linienschiff Skjold, immer wieder zum Rückzug. Nach dem preußisch-dänischen Waffenstillstand am 24. Juli 1849 ruhte auch die Kampftätigkeit der schleswig-holsteinischen Marine.

### Winter 1849/50
Es war allgemein üblich, Kriegsschiffe im Winter außer Betrieb zu nehmen und für das nächste Jahr instand zu setzen. Angesichts des Ausscheidens Preußens und anderer Verbündeter aus der Koalition gegen Dänemark wurden die schleswig-holsteinischen Schiffe zügig überholt, um im Frühjahr ausnahmslos wieder einsatzbereit zu sein.

### Nordsee 1850
Während der Verhandlungen, die zum Berliner Frieden zwischen Preußen und Dänemark führten, fanden keine Kampfhandlungen mit schleswig-holsteinischer Beteiligung statt. Nach dem Friedensschluss am 2. Juli 1850 war Schleswig-Holstein in seinem Kampf gegen Dänemark auf sich allein gestellt. Deshalb wurde die Marine im Juli 1850 mobilgemacht.
Kurz nach dem Berliner Frieden kam es zu neuen Kampfhandlungen zwischen Schleswig-Holstein und Dänemark. Am 24. und 25. Juli kam es bei dem etwas nördlich von Schleswig gelegenen Ort Idstedt zu einer Schlacht, in der die Dänen einen entscheidenden Sieg erringen konnten. Danach drangen sie weiter nach Süden vor und unterbrachen damit die Verbindungen zwischen den in der Ostsee und der Nordsee stationierten Marineeinheiten.
Die Westsee-Division, die aus dem Dampfer Kiel und drei Kanonenbooten bestand, war damit weitgehend von der Versorgung abgeschnitten. Sie hielt sich noch bis in den September im Gebiet der Nordfriesischen Inseln. Die Dänen rückten an Land vor und bereiteten sich darauf vor, von dort aus die Inseln wieder in ihren Besitz zu bringen. Zugleich zogen sie überlegene Seestreitkräfte zusammen. Am 16. September drohte die Westsee-Division durch diese Kräfte von der offenen Nordsee abgeschnitten zu werden. Beim Ausbruch am folgenden Tag kam es zu einem Gefecht mit dem dänischen Dampfer Geyser, der erheblich beschädigt wurde. Auch die schleswig-holsteinischen Kanonenboote erhielten Treffer und verzeichneten vier Tote und mehrere Verwundete, jedoch nur geringe Schäden an den Schiffen. Sie zogen sich zunächst nach Büsum, später Richtung Elbmündung zurück. Dabei geriet die Division in einen schweren Sturm, bei dem das Kanonenboot 8 am 8. November mit der gesamten Besatzung verloren ging.

### Ostsee 1850

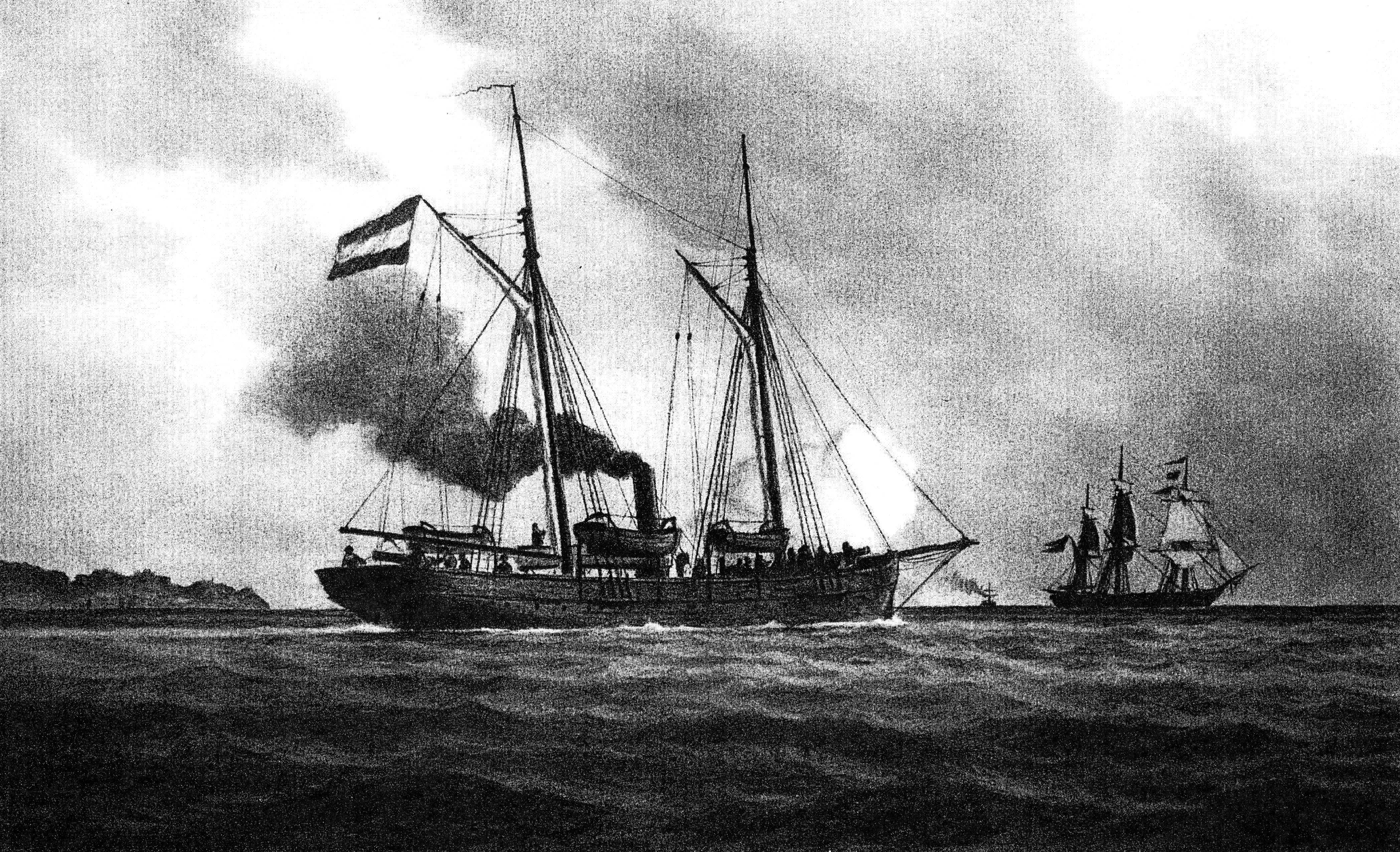
Schleswig-Holsteinisches Kanonenboot VON DER TANN 1849. Gemälde von Lüder Arenhold 1891

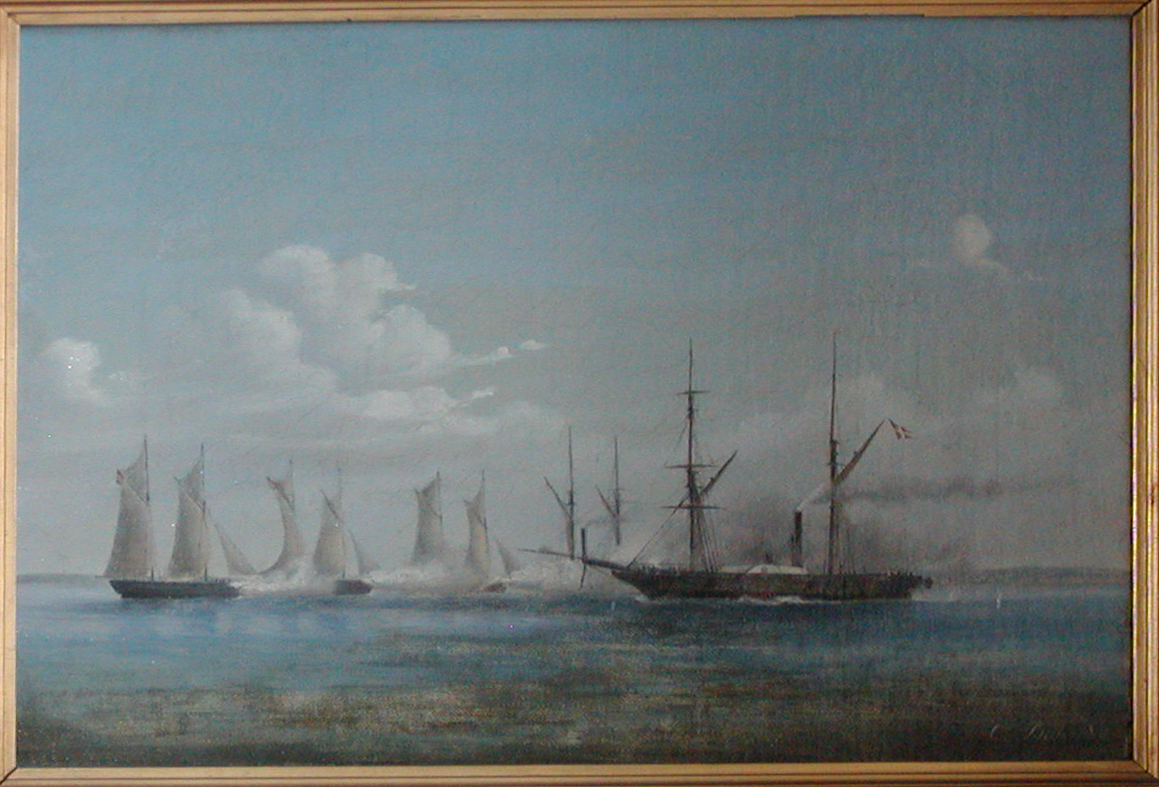
Das Gefecht vor Kiel am 16. August 1850. Im Vordergrund das dänische Dampfschiff Hekla

Auch an der Ostseeküste gingen die dänischen Streitkräfte im Juli 1850 in die Offensive. Für die Schleswig-Holsteinische Marine begannen die dortigen Kampfhandlungen mit einem größeren Verlust. In der Nacht von 20. auf den 21. Juli geriet das einzige Dampfkanonenboot, die Von der Tann, während eines Gefechts vor Neustadt in Holstein auf Grund und wurde von seiner Besatzung gesprengt. Wie im Vorjahr kam es außerdem zu einer Anzahl kleinerer Gefechte unter anderem bei Heiligenhafen (19. Juli und 5. September), bei Kiel (21. Juli und 16. August). All diese Scharmützel blieben ohne Auswirkung auf den Kriegsverlauf.
Im Herbst versuchten die Schleswig-Holsteiner mit verstärkten Truppen noch einmal, dem Krieg eine Wendung zu geben, indem sie die in dänischer Hand befindliche Festung Friedrichstadt angriffen. Obwohl die Stadt im Binnenland liegt, wurden vier Kanonenboote unter der Führung von Oberleutnant zur See Kjer auf der Eider in die Nähe der Stadt gebracht. Sie griffen in die vom 29. September bis 4. Oktober dauernde Belagerungsschlacht ein und feuerten über 1100 Granaten auf die gegnerischen Stellungen und die Stadt selber, die schwere Schäden erlitt. Die Boote wurden zwar heftig bekämpft, erhielten jedoch nur leichtere Treffer. Ein Soldat fiel, mehrere, darunter der Divisionschef Kjer, wurden verwundet. Trotz der sehr heftigen Beschießung gelang es nicht, Friedrichstadt zu erobern.

## Auflösung der Marine
Am 11. Januar 1851 musste die Schleswig-Holsteinische Landesversammlung die Bedingungen akzeptieren, die sich nach der preußisch-österreichischen Einigung über die Fortführung des Deutschen Bundes in der Olmützer Punktation ergaben. Die Schiffe der schleswig-holsteinischen Flottille und ihre Bewaffnung fielen mit dem Ende des Krieges größtenteils an Dänemark. Sie wurden ab Mitte 1851 nach und nach übergeben. Die Übergabe wurde mit der formellen Übertragung der Kommandogewalt am 4. März 1852 abgeschlossen. Ausgenommen waren lediglich einige Fahrzeuge und Waffen, die an die deutschen Reichsbehörden übergeben wurden, so der Dampfer Kiel und einige Kanonen.

## Führung

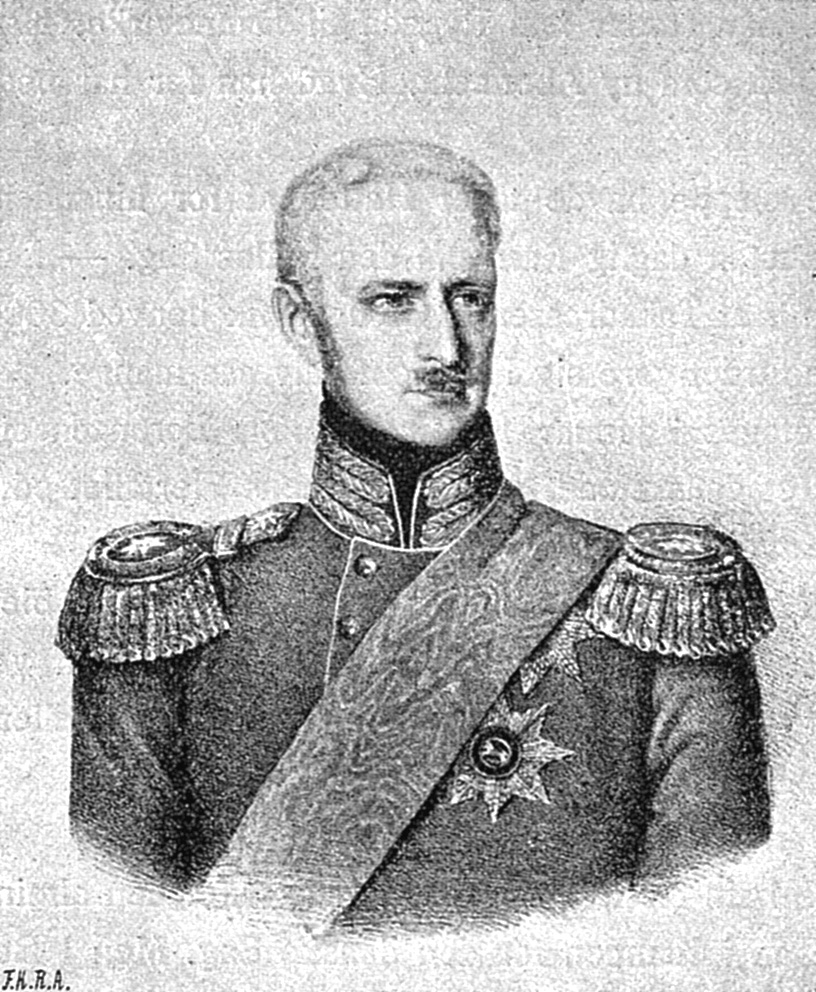
Der schleswig-holsteinische Kriegsminister im Jahr 1848, Prinz von Noer

In der 1848 aufgestellten provisorischen Regierung Schleswig-Holsteins war das Kriegsdepartement unter der Leitung des Prinzen von Noer auch für die Marineangelegenheiten zuständig. Noer nahm am 9. September 1848 seinen Abschied und wurde durch den an Fragen der Seeverteidigung stärker interessierten Friedrich Karl Ferdinand Jacobsen ersetzt. Am 22. Oktober wurde die provisorische Regierung durch die Gemeinsame Regierung für Schleswig und Holstein ersetzt, die am 1. Februar 1849 eine Marinekommission als III. Abteilung des neuen Ministerialdepartements des Krieges aufstellte und mit der Führung der Marine beauftragte. Die Marinekommission bestand zunächst aus drei Personen mit dem Major-Ingenieur v. Jeß als Vorsitzendem. Später gingen die Aufgaben der Marinekommission in die VI. Abteilung über. Im November 1850 ging die Leitung der Abteilung auf Korvettenkapitän Lorenz Karberg über. Die Marinekommission hatte drei Abteilungen für Personal, Material und Finanzen.
Im August war die der Marinekommission unterstehende Schleswig-Holsteinische Marine in sechs Elementen organisiert:
- See-Enrollierungswesen
- Inspektion der Kriegsschiffbauten
- Befehlshaber der schleswig-holsteinischen Flotte
- Proviantverwaltung
- Marinedepot
- Seekadettenschule

## Flotte
In der auch als schleswig-holsteinische Flottille bezeichneten Flotte waren die meisten Schiffe und Boote zusammengefasst. Zu Beginn der Erhebung hatte man zunächst den Seekapitän Peter Hansen zum Admiral der Flotte gemacht. Er erwies sich jedoch bei dem Versuch, die dänische Blockadefregatte Galathea vor Kiel in Besitz zu nehmen, als für seine Aufgabe vollkommen ungeeignet und zog sich zurück.
Befehlshaber der Flotte wurde danach der aus dänischen Diensten als Kapitän zur See übernommene Johann Otto Donner. Donner übernahm nach dem Gefecht bei Eckernförde im April 1849 das Kommando über die eroberte Fregatte Gefion, die zur Reichsflotte überführt wurde. Nach seinem Weggang folgte ihm der Leutnant zur See 2. Klasse Johann Ernst Kjer zugleich in dessen Funktion als zweites Mitglied der Marinekommission. Er wurde zum Leutnant zur See 1. Klasse befördert und führte in diesem Dienstgrad die Flotte bis zu seiner Entlassung im Juli 1851.

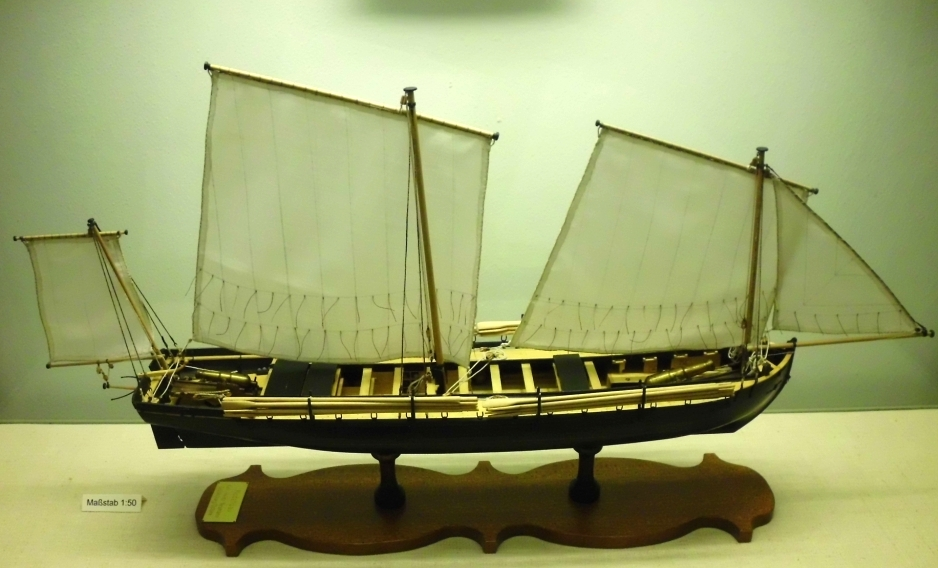
Ruderkanonenboot von 1848

Für ihre Einsätze wurde die Flotte wie folgt untergliedert (Stand August 1850):
- Westsee-Division
  - Dampfschiff Kiel
  - Kanonenboote 4, 8, 11
- Ostsee-Division
  - Dampfschiff Von der Tann
  - Kanonenboote 2, 5
- Reserve in Kiel
  - Dampfschiffe Bonin (zugleich Flaggschiff der Flotte), Löwe, Elbe
  - Kanonenboote 3, 6, 7, 9, 10, 12

## Landorganisation
Die Flotte wurde durch eine Landorganisation unterstützt. Dazu gehörten Küstenbatterien mit kontrollierten Seeminen, ein optischer Telegraf, Werkstätten und Depots, eine Kadettenanstalt und ein Lazarett.

### Küstenbatterien und Seeminen
Als eine der ersten Schutzmaßnahmen gegen dänische Angriffe sollten bei Kiel Küstenbatterien aufgestellt werden. Man befürchtete, dass die dänische Marine die Landeshauptstadt beschießen würde, wie es in der dänischen Presse gefordert wurde. Deshalb wurde zunächst im April 1848 die noch in dänischer Hand befindliche Batterie der Festung Friedrichsort am Eingang der Kieler Förde eingenommen. Im April 1849 übernahm die Marine auch die Batterie in Düsternbrook, nachdem die Heeresartillerie dafür kein Personal zur Verfügung stellte.
Der Erfinder und spätere Großindustrielle Werner von Siemens, der bereits als Artillerie-Leutnant die Besetzung der Friedrichsorter Batterie geleitet hatte, entwickelte die Idee, als eine erste Maßnahme den Hafen durch Unterwasserladungen zu schützen, die von Land aus gezündet werden konnten. Die provisorische Regierung genehmigte den Plan, den Siemens zusammen mit seinem Schwager, dem Chemiker August Friedrich Karl Himly, umsetzte. Die Minen bestanden aus einer Anzahl mit Pulver gefüllter Fässer, die mit Kautschuk abgedichtet waren. Von ihnen führten elektrische Leitungen zu getarnten Landstationen. Die Minen waren so verankert, dass sie etwa sechs Meter unterhalb der Wasseroberfläche schwebten.
Die Minen wurden im April 1848 gelegt. Kurz danach wurde eine von ihnen versehentlich zu Explosion gebracht. Sie soll 5000 Pfund Pulver enthalten haben und richtete auch Schäden an Land an. Damit war ihre Existenz der dänischen Marine bekannt, die von weiteren Eindringversuchen in den Kieler Hafen absah, obwohl dessen sonstiger Schutz gering war.

### Optischer Telegraf
Um frühzeitig über Operationen der dänischen Flotte gewarnt zu werden, wurden mehrere optische Telegrafenlinien aufgebaut. Die Idee, eine solche Organisation aufzubauen, wurde dem schleswig-holsteinischen Generalkommando am 15. März 1849 angezeigt. Die Umsetzung sollte bis zum Ende des Waffenstillstands am 23. März erfolgen. Tatsächlich konnte die Marine die Verbindungen bis auf eine Strecke nach Schleswig am 22. März, also innerhalb von acht Tagen, einsatzbereit melden. Das System sollte aus folgenden Linien bestehen, von denen nicht alle fertiggestellt wurden:
- Kiel – Friedrichsort – Bülk
  - Abzweig Friedrichsort – Laboe – Schönberg
- Kiel – Gettorf – Aschau – Eckernförde
  - Abzweig Gettorf – Rendsburg (nicht fertiggestellt)
- Eckernförde – Schleswig (nicht gebaut)

Der Optische Telegraf kannte nur fünf einfache Signale, um das Auftauchen gegnerischer Schiffe oder eine Landung zu melden. Er bewährte sich beim dänischen Angriff auf Eckernförde im April 1849, wurde aber später deaktiviert.

### Werften, Stützpunkte und Depots

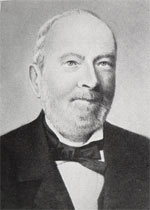
Der Werftbesitzer August Howaldt beriet die Marine in technischen Fragen

Im Land Schleswig-Holstein gab es eine leistungsfähige Schiffbauindustrie. Eine größere Zahl von Werften war in der Lage, kleinere Schiffe zu bauen. Dadurch war es möglich, die benötigten Kanonenboote parallel an mehreren Stellen bauen zu lassen. Das Kieler Unternehmen Howaldt&Schweffel betrat bei den anspruchsvollen Neubauten des Schraubenkanonenboots Von der Tann und des U-Boots Brandtaucher technisches Neuland.
Neben diesen zivilen Werften benötigte die Marine eigene Unterstützungskapazitäten. Innerhalb der Marinekommission wurde eine Maschinenabteilung unter Leitung des Kieler Ingenieurs Diederichsen aufgestellt, der den Dienstgrad eines Obermaschinenmeisters erhielt. Ab 1849 wurde am Kieler Ostufer eine eigene Marinewerft für Instandsetzungsaufgaben errichtet. Im Winter 1849/50 wurden dort die meisten Kanonenboote überholt, wobei für jedes der Boote eine Woche Arbeitszeit benötigt wurde. Diese als Marineplatz bekannte Werft wurde von der dänischen Marine ebenso wie die Depots übernommen. Auf dem Werftgelände errichtete später Georg Howaldt, ein Sohn August Howaldts, seine erste Schiffswerft, die er 1867 an die Marine des Norddeutschen Bundes verkaufte. Sie wurde zur Kaiserlichen Werft Kiel und beherbergt heute das Marinearsenal der Deutschen Marine.
In Kiel-Holtenau wurde das Zollpackhaus als Marinedepot hergerichtet. Es diente zugleich als Kaserne, Vorratsraum, Gefängnis, Küche und Werkstattgebäude. In Düsternbrook wurde ein weiteres Depot betrieben, in dem Waffen und Munition lagerten. Dort wurde außerdem ein Munitionslaboratorium eingerichtet, das die gesamte Munition der Marine herstellte. Außerdem entstand in Kiel ein Marinelazarett, das bis zum 1. April 1851 bestand.
Mit diesen Einrichtungen bildete Kiel den einzigen Stützpunkt der Marine. Die beiden Einsatz-Divisionen stützten sich auf Handelshäfen in Heiligenhafen, Neustadt (Ostsee-Division) und auf der Insel Föhr (Westsee-Division) ab.

## Personal

### Rekrutierung
Bei Beginn der schleswig-holsteinischen Erhebung bestand eine dänische Militärorganisation einschließlich eines Rekrutierungssystems für Dienstpflichtige der Seestreitkräfte, das in mehrere Distrikte eingeteilt war. Diese Organisation konnte beim Aufbau der Marine genutzt werden. Außerdem waren auch Teile der Besatzungen dänischer Kriegsschiffe übergetreten, vor allem solche, die aus Schleswig-Holstein stammten. Zu ihnen gehörte auch Johann Otto Donner, der als Kapitänleutnant Kommandeur der Zollkreuzer an der Elbe und zugleich Kommandant des Wachschiffs Elbe war.
Am 20. Januar 1849 fand eine allgemeine Wehrerfassung für seefahrendes Personal statt, bei der die Eignung und Berufserfahrung in der Seefahrt festgestellt wurde. Es war beabsichtigt, 700 Seeleute auszuheben. Gleichzeitig begann die Werbung von Offizieren und Unteroffizieren. Es meldete sich eine Anzahl von seefahrtserfahrenen Männern, darunter auch Schiffsführer und Steuerleute. Sie wurden als Auxiliar-Leutnante bzw. Fähnriche zur See eingestellt. Die meisten Offiziere traten im Februar 1849 ihren Dienst an, während für die Mannschaften der Dienstbeginn auf den 1. März festgelegt wurde.
Die meisten Soldaten blieben nur im Sommer aktiv und über im Winter entlassen. Bei Beginn der Auflösung der Marine im Dezember 1850 hatte sie 750 aktive Angehörige, die für die Winterperiode auf 168 reduziert wurden. Während des Krieges sind 2 Offiziere und 65 Unteroffiziere und Mannschaften gefallen. 4 Unteroffiziere und Mannschaften wurden zu Invaliden.

### Ausbildung
Zwar gab es in Schleswig-Holstein viele Menschen aus Schifffahrtsberufen, jedoch nur wenige mit Erfahrung in einer Kriegsmarine. Offiziere wie Donner bildeten die Ausnahme. Deshalb wurde im Oktober 1848 in Kiel eine Seekadettenschule eröffnet, die den Offiziersnachwuchs ausbilden sollte. Der Lehrplan richtete sich nach niederländischem Vorbild. Als Ausbildungsboot unterstand der Segelkutter Tummler der Seekadettenschule.
Als 1850 die dänischen Truppen in Schleswig-Holstein vorrückten und die Stadt Tönning besetzten, wurde die dortige zivile Navigationsschule nach Kiel verlegt und mit der Seekadettenschule zu einem gemeinsamen Lehrinstitut vereinigt. Nach der Schließung der Anstalt gingen mehrere der Lehrer und Professoren an andere Marineschulen unter anderem in Preußen und übernahmen dort Teile des Ausbildungssystems der Kieler Kadettenschule.

### Dienstgrade
Entsprechend ihrer geringen formalen Qualifikation wurden die meisten Offiziere und Deckoffiziere in sehr niedrigen Dienstgraden eingestellt, die ihrer Führungsfunktion nicht immer entsprachen. Nach dem Weggang des „Admirals“ Hansen wurde dieser Dienstgrad nicht wieder vergeben.
| Dienstgrade                    | Dienstgrade                                      | Dienstgrade                                                                                                |
| Marinedienstgrad               | Entsprechung in der Armee                        | Bemerkungen\|                                                                                              |
| ------------------------------ | ------------------------------------------------ | --- |
| Kapitän zur See                | Oberstleutnant                                   | Nur an Johann Otto Donner verliehen                                                                        |
| Korvettenkapitän               | Major                                            | Nur an Lorenz Karberg verliehen (9. März 1850)                                                             |
| Marine-Oberarzt                | Hauptmann 1. Kl.                                 | Nur an Georg Theodor Valentiner verliehen                                                                  |
| Leutnant zur See 1. Kl.        | Hauptmann                                        | Auch Ober-Leutnant genannt, im gleichen Dienstgrad auch Marine-Auditeur als Chef der Kriegsgerichtsbarkeit |
| Leutnant zur See 2. Kl.        | Premierleutnant                                  | Auch Unter-Leutnant genannt, im gleichen Dienstgrad auch Marine-Kassierer und Oberzahlmeister              |
| Auxiliar-Leutnant (z.S.)       | Im Rang eines Secondeleutnants aber dienstälter  | |
| Fähnrich zur See               | Im Rang eines Secondeleutnants aber dienstjünger | |
| Decksoffizier, Oberfeuerwerker | Feldwebel                                        | |

## Material

### Schiffe und Fahrzeuge

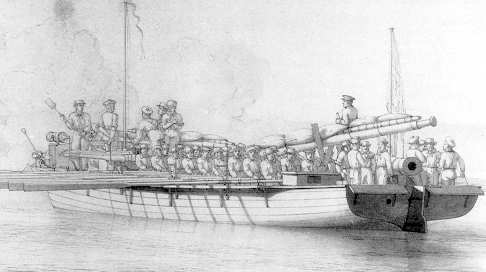
Dänisches Kanonenboot; die schleswig-holsteinischen Kanonenboote waren nach demselben Plan gebaut

Die Schleswig-Holsteinische Marine konnte bei ihrer Aufstellung einige wenige Schiffe in ihren Besitz bringen. Die Dampfschiffe Bonin und Löwe wurden gekauft und zu Kriegsschiffen umgerüstet. Der Schoner Elbe und der Dampfer Kiel gehörten der dänischen Marine und fielen bei Beginn der Erhebung als erste Schiffe für eine eigene Marine an Schleswig-Holstein.
Da diese Schiffe nicht für die Verteidigung ausreichten, wurde der Bau von Kanonenbooten beschlossen. Bereits im Mai 1848 wurden die ersten vier Boote bei lokalen Werften bestellt. Sie wurden auf der Grundlage älterer dänischer Baupläne aus dem Jahr 1807 erbaut. Als Antrieb dienten Ruder und eine Hilfsbesegelung. Ihre Bewaffnung bestand aus zwei 60-pfündigen Bombenkanonen und zwei leichten Geschützen in drehbarer Aufstellung. Insgesamt wurden elf dieser Boote in zwei Versionen gebaut, von denen eine ein geschlossenes Deck hatte, die anderen Boote waren offen. Die Besatzung betrug zwischen 43 und 50 Mann.
Als Alternative zu den Ruderkanonenbooten waren frühzeitig Boote mit Dampfantrieb in Erwägung gezogen worden. Von dem ursprünglichen Plan, zehn derartige Fahrzeuge zu bauen wurde allerdings Abstand genommen. Tatsächlich baute die Firma Schweffel&Howaldt ein Boot mit dem Namen Von der Tann. Dieses Boot war eines der ersten Kriegsschiffe der Welt mit Schraubenantrieb. Es erwies sich als technisch gelungen. Nachdem es von der eigenen Besatzung gesprengt worden war, konnte es geborgen und wieder instand gesetzt werden. Es diente nach der Übergabe noch bis 1862 in der dänischen Marine, seine Kessel wurden noch in ein weiteres Schiff eingebaut und blieben bis 1886 in Betrieb.
| Schiffsliste                       | Schiffsliste               | Schiffsliste                             | Schiffsliste                                        | Schiffsliste                                                 |
| Name                               | Typ                        | Antrieb                                  | Bewaffnung                                          | Bemerkungen                                                  |
| Schiffe                            | Schiffe                    | Schiffe                                  | Schiffe                                             | Schiffe                                                      |
| ---------------------------------- | -------------------------- | ---------------------------------------- | --------------------------------------------------- | ------------------------------------------------------------ |
| Bonin                              | Raddampfer                 | Dampf, Radantrieb, Hilfsbesegelung       | 1 × 84 Pfd., 1 × 60 Pfd., 2 × 30 Pfd. Bombenkanonen |                                                              |
| Elbe                               | Schoner                    | Segel                                    | 6 - 8 × 18 Pfd.                                     |                                                              |
| Kiel                               | Raddampfer                 | Dampf, Radantrieb, Hilfsbesegelung       | 4 × 18 Pfd                                          |                                                              |
| Löwe                               | Raddampfer                 | Dampf, Radantrieb, Hilfsbesegelung       | 1 × 18 Pfd., 2 × 12 Pfd                             |                                                              |
| Kanonenboote                       |                            |                                          |                                                     |                                                              |
| Nr. 1 Von der Tann                 | Schraubenkanonenboot       | Dampf, Schraubenantrieb, Hilfsbesegelung | 2 × 60 Pfd., 4 × 3 Pfd. in Drehlafette              | Am 21. Juli 1850 vor Neustadt explodiert                     |
| Nr. 2 Elmshorn                     | gedecktes Ruderkanonenboot | Ruder, Hilfsbesegelung                   | 2 × 60 Pfd., 2 × 3 Pfd. in Drehlafette              |                                                              |
| Nr. 3                              | offenes Ruderkanonenboot   | Ruder, Hilfsbesegelung                   | 2 × 60 Pfd., 2 × 3 Pfd. in Drehlafette              |                                                              |
| Nr. 4                              | gedecktes Ruderkanonenboot | Ruder, Hilfsbesegelung                   | 2 × 60 Pfd., 2 × 3 Pfd. in Drehlafette              |                                                              |
| Nr. 5                              | gedecktes Ruderkanonenboot | Ruder, Hilfsbesegelung                   | 2 × 60 Pfd., 2 × 3 Pfd. in Drehlafette              |                                                              |
| Nr. 6                              | offenes Ruderkanonenboot   | Ruder, Hilfsbesegelung                   | 2 × 60 Pfd., 2 × 3 Pfd. in Drehlafette              |                                                              |
| Nr. 7 Glückstadt                   | gedecktes Ruderkanonenboot | Ruder, Hilfsbesegelung                   | 2 × 60 Pfd., 2 × 3 Pfd. in Drehlafette              |                                                              |
| Nr. 8 Nübbel                       | gedecktes Ruderkanonenboot | Ruder, Hilfsbesegelung                   | 2 × 60 Pfd., 2 × 3 Pfd. in Drehlafette              | Am 9. November 1850 in der Nordsee gesunken                  |
| Nr. 9                              | offenes Ruderkanonenboot   | Ruder, Hilfsbesegelung                   | 2 × 60 Pfd., 2 × 3 Pfd. in Drehlafette              |                                                              |
| Nr. 10 Arnis                       | gedecktes Ruderkanonenboot | Ruder, Hilfsbesegelung                   | 2 × 60 Pfd., 2 × 3 Pfd. in Drehlafette              |                                                              |
| Nr. 11 Frauenverein                | gedecktes Ruderkanonenboot | Ruder, Hilfsbesegelung                   | 2 × 60 Pfd., 2 × 3 Pfd. in Drehlafette              |                                                              |
| Nr. 12                             | offenes Ruderkanonenboot   | Ruder, Hilfsbesegelung                   | 2 × 60 Pfd., 2 × 3 Pfd. in Drehlafette              |                                                              |
| Sonstige Fahrzeuge                 |                            |                                          |                                                     |                                                              |
| Tummler                            | Ausbildungsboot            | Segelkutter                              | ohne                                                | Unterstand der Seekadettenschule                             |
| Eider                              | Zoll- und Bugsierdampfer   | Dampf, Hilfsbesegelung                   | 2 × 24 Pfd                                          |                                                              |
| Rendsburg                          | Schleppdampfer             | Dampf                                    | 2 × 3 Pfd. in Drehlafette                           |                                                              |
| Brandtaucher oder Eiserner Seehund | Uboot                      | Tretkurbelantrieb                        | Vorgesehen: Haftladungen und Minen                  | Bei Tauchversuch am 1. Februar 1851 im Kieler Hafen gesunken |

### Das U-BootBrandtaucher

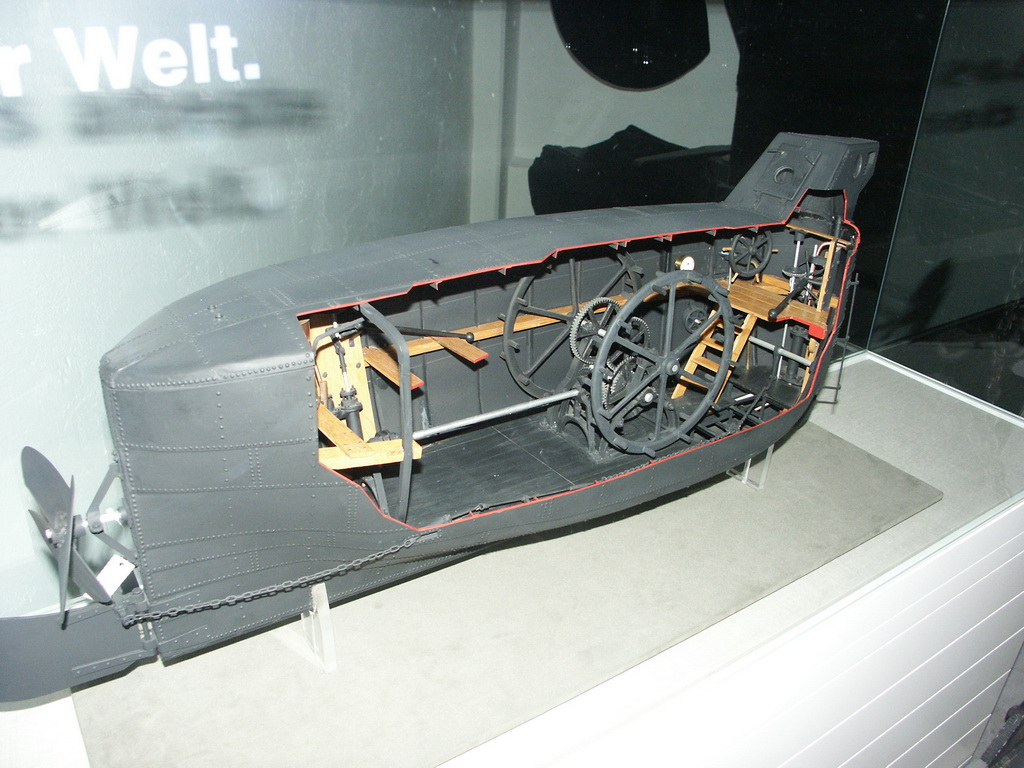
Modell der Brandtaucher mit gut erkennbarem Tretkurbelantrieb

Der Erfinder Wilhelm Bauer, der während des schleswig-holsteinischen Krieges als Unteroffizier der bayerischen Armee nach Schleswig-Holstein gekommen war, konnte die dortigen Marinebehörden für sein Projekt eines U-Boots gewinnen, das in der Lage sein sollte, Sprengladungen an gegnerischen Schiffen und Einrichtungen anzubringen. Das Boot funktionierte zunächst bei einigen Testfahrten, obwohl man an den ursprünglichen Plänen erhebliche Abstriche an der Konstruktion vorgenommen hatte. Bei einem Test am 1. Februar 1851 geriet es jedoch außer Kontrolle und sank im Kieler Hafen. Der dreiköpfigen Besatzung gelang es sich zu befreien, nachdem der Rumpf leicht eingedrückt war und Druckausgleich eintrat.

## Siehe auch

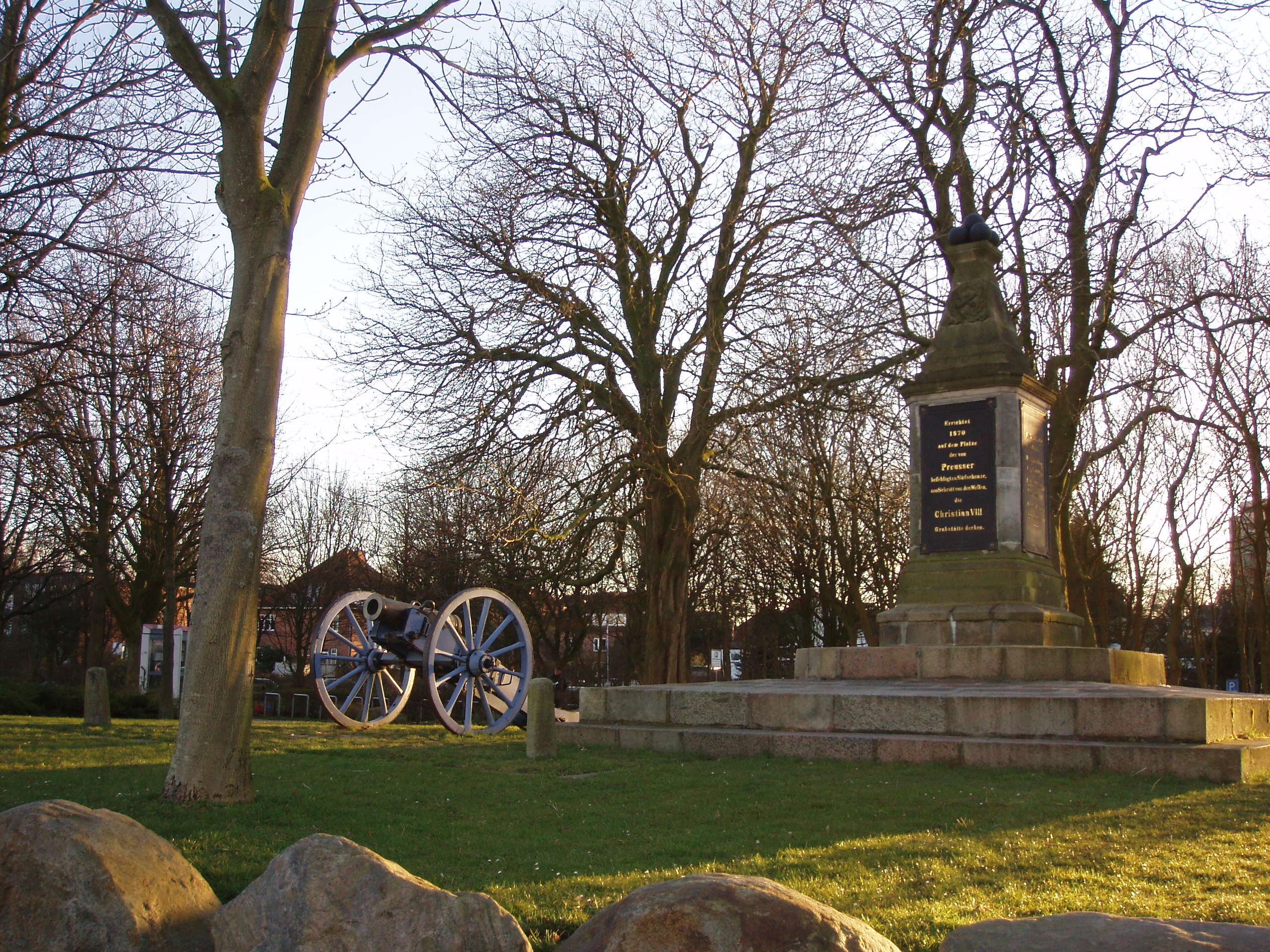
Preusser-Denkmal zur Erinnerung an das Gefecht bei Eckernförde